# М'ясникова (Білозерський район)
М'я́сникова (рос. Мясникова) — присілок у складі Білозерського району Курганської області, Росія. Входить до складу Вагінської сільської ради.
Населення — 196 осіб (2010, 278 у 2002).